# Скиданенко, Иван Тимофеевич
Иван Тимофеевич Скиданенко ( 20 сентября 1898, ст. Криничная, Екатеринославская губерния — 1 июня 1985, Калининград, Московская область) — советский государственный деятель; министр электротехнической промышленности СССР (1954—1957).

## Биография
Родился в украинской семье рабочего. С 1914 г. работал учеником слесаря цементного завода в Донбассе, в 1916-1922 гг. — помощником машиниста, затем машинистом на металлургическом заводе в Енакиево, с 1919 г. — слесарем на станции Криничная. С 1922 г. работал в сельском хозяйстве родителей. С 1925 г. работал машинистом металлургического завода в Константиновке. В 1927 г. вступил в ВКП(б).
С 1935 г. по окончании Харьковского машиностроительного института по специальности «инженер-механик» работал на Харьковском турбинном заводе мастером, затем заместителем начальника цеха, начальником цеха. С 1938 г. — директор завода «Турбоэлектромаш» (Харьков). В марте-сентябре 1939 г. исполнял обязанности директора Уральского электромашиностроительного завода в Свердловске. В 1939-1941 гг. — директор Харьковского электромеханического завода.
С 1941 г. — в Москве, заместитель наркома электропромышленности СССР (по 1944 г.) и одновременно начальник 1-го Главного управления, с 1942 г. — директор Московского завода «Динамо» (по 1946 г.). В 1946-1954 гг. — заместитель министра, затем первый заместитель министра государственного контроля СССР. В 1954-1957 гг. — министр электротехнической промышленности СССР.
В 1956-1961 гг. был кандидатом в члены ЦК КПСС (избран на XX съезде КПСС, 1956).
С мая 1957 года — персональный пенсионер союзного значения.

## Награды
- Орден Ленина
- Орден «Знак Почёта».